# Delphin-Gruppe
Die Delphin-Gruppe (englisch Dolphin group, von Emilie Haspels ursprünglich als Dolphin class bezeichnet) ist eine Gruppe schwarzfiguriger Vasen aus der Mitte des 6. Jahrhunderts v. Chr. Ihren Notnamen erhielt sie aufgrund der Darstellung von Delphinen auf der Schulter der Gefäße. Die Gruppe besteht größtenteils aus Schulterlekythen, nur einige wenige andere kleine Gefäße werden ihr zugerechnet.
Unklar ist, ob die Vasen in Attika oder auf Euböa gefertigt wurden. Lange Zeit hielt man die Gruppe für attisch, zuletzt wird in der Forschung meist dazu tendiert, sie in Euböa zu verorten. 